# 華沙公約 (1929年)
- 關於1999年通过的空难赔偿的公約，請見「蒙特利尔公约」。
- 關於曾经存在的政治军事同盟，請見「华沙条约组织」。

《华沙公约》（英語：Warsaw Convention）是一个1929年在波蘭华沙签署的交通运输领域国际公约，全称《统一国际航空运输某些规则的公约》（Convention for the Unification of certain rules relating to international carriage by air）。公约的保存人是波兰外交部。

## 内容
公约（第二章）规范了各种运输凭证的使用方法，包括：
1. 客票；
2. 行李票；
3. 航空货运单。

公约（第三章）规定了承运人的责任，包括
1. 在航空器上或上下过程中发生的旅客死亡、受伤；
2. 在航空运输期间发生的已登记的行李货物的毁灭、遗失或损坏；
3. 在航空运输期间旅客、行李货物因延迟而造成的损失。

## 海牙议定书
海牙议定书全称《修改1929年10月12日在华沙签订的统一国际航空运输某些规则的公约的议定书》，于1955年在海牙签署，对原公约做了修改。
议定书重新定义了国际运输的概念，并修改了公约包括适用范围、运输凭证、承运人的责任等诸多细节。

## 与蒙特利尔公约的关系
《蒙特利尔公约》是1999年签署的同名公约，该公约第五十五条规定其优先于包括《华沙公约》、《海牙议定书》、《瓜达拉哈拉公约》、《危地马拉城议定书》、《蒙特利尔议定书》等五个国际航空运输规则。